# 위파 웨이 포 나우
《위파 웨이 포 나우》(영어: Weepah Way for Now)는 2015년 공개된 미국의 독립 코미디 드라마 영화이다. 스티븐 링거가 감독하고 각본을 썼고, 앨리슨 미칼카와 아만다 미칼카가 출연한다.
이 영화는 2015년 6월 16일 로스앤젤레스 영화제에서 초연 되었다.

## 출연

### 주연
- 앨리슨 미칼카
- 아만다 미칼카

### 조연
- 미미 로저스
- 아만다 크루
- 리암 에이켄